# Comunidad Demócrata Cristiana
La Comunidad Demócrata Cristiana (CDC) fue una alianza política electoral compuesta por la Falange Socialista Boliviana (FSB), la Asociación Nacional de Profesionales Democráticas (ANPD) y la Alianza Democrática Revolucionaria (ADR). Uno de sus líderes fue Marcelo Quiroga Santa Cruz, quien posteriormente fundaría el Partido Socialista-1.
La Comunidad Demócrata Cristiana, si bien se tienen indicios de su gestación desde junio de 1959, fue establecida oficialmente como organización política en 1966 para las elecciones presidenciales y parlamentarias de ese año. Presentó como su candidato presidencial a Bernardino Bilbao Rioja (FSB) y a Gonzalo Romero Álvarez (FSB) como candidato a la vicepresidencia.